# Sailor Moon Crystal
Autre
Sailor Moon Crystal (美少女戦士セーラームーンＣｒｙｓｔａｌ, Bishōjo Senshi Sērā Mūn Kurisutaru) est une série télévisée d’animation japonaise, créée d’après le manga Sailor Moon de Naoko Takeuchi par les studios Toei Animation, diffusée à partir du 5 juillet 2014 en streaming sur Niconico. L’apparence des personnages de cette nouvelle série est revue pour se situer à mi-chemin entre le manga original et le dessin animé de 1992. En France, les deux premières saisons ont été diffusées sur Canal J dès septembre 2015.

## Synopsis
Reprenant les intrigues du premier arc narratif du manga Sailor Moon, la première saison de Pretty Guardian Sailor Moon Crystal commence à Tokyo. Usagi Tsukino, une collégienne banale de 14 ans, découvre qu’elle est Sailor Moon, une justicière dotée de pouvoirs magiques, chargée de défendre la Terre contre ses ennemis mortels, le Dark Kingdom, puis la dangereuse secte Black Moon. Elle est finalement rejointe par quatre autres jeunes filles, Sailor Mercury, Sailor Mars, Sailor Jupiter et leur leader Sailor Venus et ne tarde pas à tomber amoureuse de Tuxedo Mask, un mystérieux homme masqué qui la sauve de situations bien périlleuses. Au cours de la deuxième saison, Sailor Moon reçoit l'aide inattendue de la gardienne de la porte de l'espace-temps, Sailor Pluto. Elle découvre même l'existence de sa future fille, Chibiusa.
Dans la troisième saison, qui suit le troisième arc narratif du manga, Sailor Moon et ses amies affrontent les Death Busters, des ennemis venus d'une autre dimension, afin d'absorber la planète. Cette intrusion provoque le réveil de deux guerrières du système solaire externe, Sailor Neptune et Sailor Uranus. Finalement rejointes par Sailor Pluto, ces trois gardiennes tâcheront d'empêcher la renaissance de Sailor Saturn, qui pourrait provoquer une apocalypse.

## Production

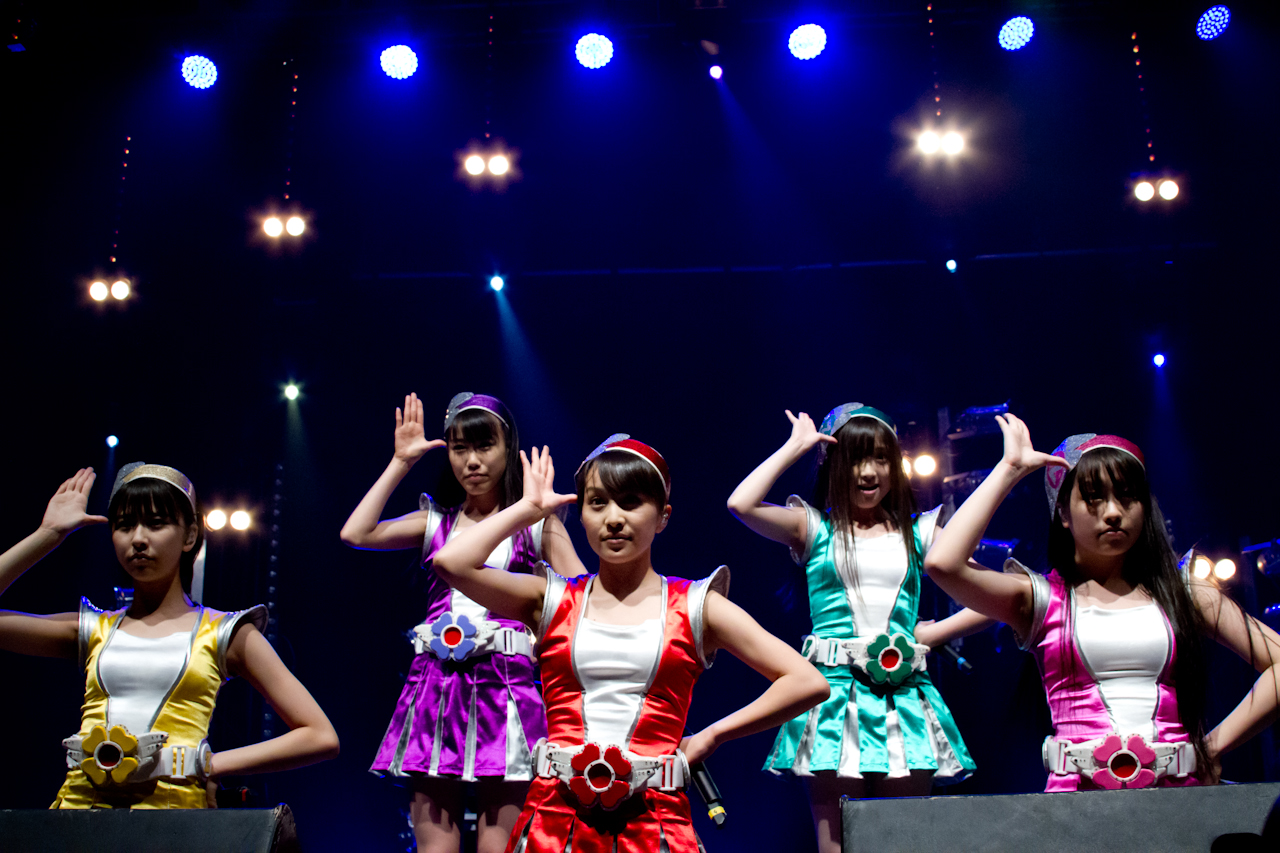
Le groupe Momoiro Clover Z interprète les génériques des deux premières saisons de la série.

Le 6 juillet 2012, pour les 20 ans de la série, Toei Animation annonce la production d’un nouveau dessin animé Sailor Moon basé sur les vingt-six premiers chapitres du manga. Intitulée Pretty Guardian Sailor Moon Crystal, la nouvelle série animée est réalisée par Munehisa Sakai et scénarisée par Yûji Kobayashi. Le character design est confié à Yukie Sako. Le générique est interprété par le groupe d’idoles japonaises Momoiro Clover Z. Une première affiche du dessin animé est mise en ligne sur le site officiel de Sailor Moon le 13 janvier 2014, tandis que sa diffusion est annoncée pour juillet 2014 en streaming sur le site Niconico en version originale et sous-titrée en dix langues.
D’abord prévue pour l’été 2013, Pretty Guardian Sailor Moon Crystal est reportée à la fin de l’année 2013 avant d’être confirmée pour janvier 2014 et à nouveau repoussée pour le 5 juillet,. Selon le magazine Japan Lifestyle, de nombreux désaccords entre Naoko Takeuchi et Toei Animation sont à l’origine de ces différents reports. Si l’auteur du manga exige une retranscription fidèle de ses livres, Toei Animation juge l’histoire originale trop sombre et souhaite produire une version plus édulcorée des aventures de Sailor Moon.
Le 10 avril 2015, Toei Animation Europe mentionne la production d’une troisième saison pour la série. L’information est confirmée le 28 septembre 2015 par le site internet officiel de la franchise, qui annonce l’adaptation du troisième arc du manga en dessin animé. L'équipe de production change a minima avec notamment l'arrivée de Chiaki Kon à la réalisation, tandis que Akira Takahashi s'occupe du character design.

## Épisodes

### Fiche technique
- Titre japonais : 美少女戦士セーラームーンCrystal (Pretty Guardian Sailor Moon Crystal)
- Création : Naoko Takeuchi
- Réalisation : Munehisa Sakai (saisons 1 et 2), Chiaki Kon (saison 3)
- Scénario : Yûji Kobayashi
- Musique : Yasuharu Takahashi
  - Générique d’ouverture :
    - Saisons 1 et 2 : Moon Pride par Momoiro Clover Z
    - Saison 3 : New Moon ni Aishite par Etsuko Yakushimaru (épisodes 27 à 30 et 39), Mitsuko Horie (épisodes 31 à 34) et Momoiro Clover Z (épisodes 35 à 38)

  - Générique de fin :
    - Saisons 1 et 2 : Gekkou (月虹, litt. « arc-en-ciel lunaire »?) par Momoiro Clover Z
    - Saison 3, épisodes 27 à 30 et 39 : Eternal Eternity par Junko Minagawa et Sayaka Ohara
    - Saison 3, épisodes 31 à 34 : Otome no Susume (乙女のススメ?) par Misato Fukuen
    - Saison 3, épisodes 35 à 38 : Eien Dake Ga Futari wo kakeru (永遠が二人を架ける?) par Kenji Nojima
- Character designer : Yukie Sako (saisons 1 et 2), Akira Takahashi (saison 3), Kazuko Tadano (saison 4 (Sailor Moon Eternal))
- Société de production : Toei Animation
- Production : Atsutoshi Umezawa
- Nombre d’épisodes, licence et dates de première diffusion :
  -  Version japonaise :
    - Saison 1 : 14 épisodes (5 juillet 2014 - 17 janvier 2015)
    - Saison 2 : 12 épisodes (7 février 2015 - 18 juillet 2015)
    - Saison 3 : 13 épisodes (4 avril 2016 - 27 juin 2016)
    - Saison 4 : 2 films (8 janvier 2021 - 11 février 2021)
    - Saison 5 : 2 films (9 juin 2023 - 30 juin 2023)

  -  Version française :
    - Saison 1 : 14 épisodes  (30 août 2015 - 11 octobre 2015) Canal J
    - Saison 2 : 12 épisodes  (18 octobre 2015 - 27 décembre 2015) Canal J
    - Saison 3 : 13 épisodes  (Inédit)
    - Saison 4 : 2 films  (3 juin 2021) Netflix
    - Saison 5 : 2 films (22 août 2024) Netflix

### Diffusion
Les deux premières saisons de Pretty Guardian Sailor Moon Crystal sont disponibles en vidéo à la demande sur le site de Niconico. Un nouvel épisode est mis en ligne chaque premier et troisième samedi du mois, aux alentours de 19 h JST. Les deux premières saisons sont sous-titrées en onze langues, dont le français, l’allemand, l’italien ou encore l’espagnol. Elles sont également diffusées dès le 1er avril 2015 sur plusieurs chaînes de télévision japonaise, dont Tokyo MX.
Le premier épisode de la troisième saison a été révélé en avant-première dans un magasin de la chaîne Animate du quartier Ikebukuro de Tokyo le 6 mars 2016. Elle est ensuite diffusée dès le 4 avril 2016 sur le chaîne Tokyo MX.
En France, Canal J a acquis les droits de la série et la diffuse tous les week-ends à raison de deux épisodes le samedi et de deux épisodes le dimanche, à la fin de l'été 2015. La diffusion des deux premiers arcs prend fin le 7 février 2016.
À partir du dernier cycle de 2016, plusieurs pays européens programment la diffusion de la troisième saison sur les chaines qui avaient diffusé les deux premières un an plus tôt. Ainsi, le Portugal et l'Allemagne sont les deux premiers pays à proposer une version doublée de cette saison, bien que la chaîne portugaise Biggs ait déprogrammé celle-ci en plein milieu de sa diffusion en décembre 2016, à la suite de vagues de protestation contre la censure d'une scène homosexuelle. La série est finalement reprogrammée pour une diffusion intégrale sans censure sur la même chaine à partir de Juin 2017. L'Italie diffuse quant à elle les deux premières saisons à partir de Décembre 2016 sur Rai Gulp. La troisième saison est quant à elle diffusé en Juin 2017, toujours sur la même chaine.
En France, aucune information concernant la troisième saison n'est communiquée par Canal J après 2017. La seule information autour du statut de diffusion étant l'équipe qui se chargeait de l'acquisition des droits qui était en discussion autour de l'achat de celle-ci. Finalement, faute d'audience des deux premières saisons, la chaîne décide de ne pas diffuser la suite des aventures de Sailor Moon. À ce jour, la troisième saison de la série n'a toujours pas été distribuée de manière légale en France.

### Doublage
| Personnage        | Voix japonaise,  | Voix française                                                             |
| ----------------- | ---------------- | -------------------------------------------------------------------------- |
| Sailor Moon       | Kotono Mitsuishi | Anouck Hautbois                                                            |
| Sailor Mercury    | Hisako Kanemoto  | Jessica Barrier                                                            |
| Sailor Mars       | Rina Satou       | Jennifer Fauveau                                                           |
| Sailor Jupiter    | Ami Koshimizu    | Céline Melloul                                                             |
| Sailor Venus      | Shizuka Itō      | Maëlys Ricordeau                                                           |
| Sailor Pluto      | Ai Maeda         | Marie Giraudon                                                             |
| Sailor Chibi Moon | Misato Fukuen    | Jennifer Fauveau                                                           |
| Sailor Uranus     | Junko Minagawa   | Françoise Escobar                                                          |
| Sailor Neptune    | Sayaka Ohara     | Jade Lanza                                                                 |
| Sailor Saturn     | Yukiyo Fujii     | Cécile Vigne                                                               |
| Tuxedo Mask       | Kenji Nojima     | Vincent Ribeiro                                                            |
| Luna              | Ryō Hirohashi    | Naïké Fauveau                                                              |
| Artemis           | Youhei Oobayashi | Antoine Nouel                                                              |

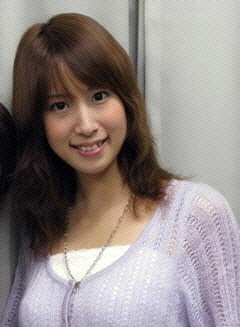
Ami Koshimizu voix originale de Sailor Jupiter.

| Diana             | Shōko Nakagawa   | Naïké Fauveau (saison 2) Caroline Combes (saison 3 et Sailor Moon Eternal) |

| Personnages    | Voix Japonaises  | Voix Françaises   |
| -------------- | ---------------- | ----------------- |
| Reine Metallia | Yōko Matsuoka    | Céline Mélloul    |
| Reine Beryl    | Misa Watanabe    | Marie Giraudon    |
| Jadeite        | Daisuke Kishio   | Vincent De Bouard |
| Nephrite       | Kōsuke Toriumi   | Philippe Bozo     |
| Zoisite        | Masaya Matsukaze | Antoine Nouel     |
| Kunzite        | Eiji Takemoto    | Vincent De Bouard |

| Personnages    | Voix Japonaises  | Voix Françaises   |
| -------------- | ---------------- | ----------------- |
| Wiseman        | Hiroshi Iwasaki  | Marc Bretonnière  |
| Prince Diamond | Mamoru Miyano    | Vincent De Bouard |
| Blue Saphir    | Tsubasa Yonaga   | Phillipe Bozo     |
| Green Emerald  | Hōko Kuwashima   | Marianne Leroux   |
| Crimson Rubeus | Hiroki Takahashi | Marc Bretonnière  |
| Koan           | Satsuki Yukino   | Maëlys Ricordeau  |
| Berthier       | Rumi Kasahara    | Brigitte Virtudes |
| Petz           | Wasabi Mizuta    | Naïké Fauveau     |
| Calaveras      | Tomoe Hanba      | Maëlys Ricordeau  |
| Black Lady     | Misato Fukuen    | Joséphine Ropion  |

| Personnages       | Voix Japonaise   | Voix Française     |
| ----------------- | ---------------- | ------------------ |
| Master Pharaoh 90 | Takaya Hashi     | Boris Rehlinger    |
| Mistress 9        | Yukiyo Fujii     | Cécile Vigne       |
| Soichi Tomoe      | Takuya Kirimoto  | Vincent De Bouard  |
| Kaolinite         | Hikari Yono      | Marianne Leroux    |
| Eudial            | Chiaki Takahashi | Coralie Coscas     |
| Mimete            | Yuki Nagaku      | Caroline Combes    |
| Viluy             | Rina Honizumi    | Marianne Leroux    |
| Tellu             | Naomi Ōzora      | Magalie Rosenzweig |
| Cyprine           | Umeka Shōji      | Marie Chevalot     |
| Ptilol            | Umeka Shōji      | Marie Chevalot     |

| Personnages      | Voix Japonaises    | Voix Françaises     |
| ---------------- | ------------------ | ------------------- |
| Reine Nehalennia | Nanao              | Audrey Sourdive     |
| Zirconia         | Naomi Watanabe     | Céline Monsarrat    |
| Fish Eye         | Aoi Shōta          | Yoann Sover         |
| Tiger's Eye      | Satoshi Hino       | Stéphane Ronchewski |
| Hawk's Eye       | Toshiyuki Toyonaga | Olivier Podesta     |
| CereCere         | Reina Ueda         | Sarah Marot         |
| JunJun           | Yuuko Hara         | Audrey Sourdive     |
| PallaPalla       | Sumire Morohoshi   | Clara Soares        |
| VesVes           | Rie Takahashi      | Zina Khakhoulia     |

| Personnages              | Voix Japonaises       | Voix Françaises  |
| ------------------------ | --------------------- | ---------------- |
| Reine Serenity           | Mami Koyama           | Céline Mélloul   |
| Ikuko Tsukino            | Yūko Mizutani (S.1-3) | Jessica Barrier  |
| Shingo Tsukino           | Seira Ryū             | Marie Giraudon   |
| Kenji Tsukino            | Mitsuaki Madono       | Antoine Nouel    |
| Naru Osaka               | Satomi Satō           | Marie Giraudon   |
| Gurio Umino              | Daiki Yamashita       | Philippe Bozo    |
| Motoki Furuhata          | Hiroshi Okamoto       | Antoine Nouel    |
| Reika Nishimura          | Mai Nakahara          | Joséphine Ropion |
| Haruna "Haruda" Sakurada | Akemi Kanda           | Jennifer Fauveau |
| Kotono Sarashina         | Akemi Kanda           | Maëlys Ricordeau |
| Ittou Asanuma            | Daisuke Sakaguchi     | Benjamin Bollen  |

- Studio d'enregistrement VF : MJM POST PROD (Saison 1 et 2), VSI Paris - Chinkel S.A. (Saison 3 et Sailor Moon Eternal)
- Direction Artistique : Antoine Nouel
- Mixage & prise de son : Frank Delooz, Damien Davandant (Saison 1 et 2), Elio Molin, Rodolphe Demay (Sailor Moon Eternal)
- Adaptation/Traduction : Christophe Ferreira, Nathalie Turac (Saison 1 et 2), Caroline Lecoq

## Films
En janvier 2017, à l’occasion des 25 ans de la licence Sailor Moon, Toei Animation annonce l’adaptation du quatrième arc du manga en dessin animé non plus en série, mais en deux films, diffusés au cinéma,. Le 30 juin 2018, le site officiel de la franchise indique que Kazuko Tadano est la character designer de ces deux films. Elle avait déjà travaillé sur la série originale Sailor Moon entre 1992 et 1994. Dès lors, plus aucune information n'avait été diffusée sur les réseaux ni sur la toile. Jusqu'au 30 juin 2019, où il a été annoncé que le titre du film adaptant l’arc Dream du manga serait Bishōjo Senshi Sailor Moon Eternal, et dont la sortie serait prévue pour le 11 septembre 2020. Mais le 18 juin 2020, la sortie des films a été repoussée au 8 janvier 2021 (pour la première partie) et le 11 février 2021 (pour la deuxième partie) à cause de la pandémie COVID-19.

## Produits dérivés

### Artbook
Un premier artbook est publié le 22 août 2014. Il contient des informations sur la création des personnages, des interviews des doubleurs japonais et des membres du groupe Momoiro Clover Z.

### DVD et disques Blu-ray
Début juillet 2014, Toei Animation annonce la parution de treize coffrets DVD et disques Blu-ray, en édition standard et en édition limitée. Chaque titre contient deux épisodes du dessin animé. Les éditions limitées des coffrets ne sont proposées qu’au format Blu-ray. Présentées sous forme d’une boîte, elles contiennent notamment des goodies édités par Bandai et des bonus supplémentaires. Les DVD et disques Blu-ray comportent tous une version retravaillée de la série, comportant d’importantes retouches visuelles de tous les épisodes.

#### Japon

##### Saisons 1 et 2
| Édition japonaise | Édition japonaise | Édition japonaise |
| Volume            | Édition standard  | Édition collector |
| ----------------- | ----------------- | ----------------- |
| 1                 | 12 novembre 2014  | 15 octobre 2014   |
| 2                 | 10 décembre 2014  | 12 novembre 2014  |
| 3                 | 14 janvier 2015   | 10 décembre 2014  |
| 4                 | 11 février 2015   | 14 janvier 2015   |
| 5                 | 11 mars 2015      | 11 février 2015   |
| 6                 | 8 avril 2015      | 11 mars 2015      |
| 7                 | 13 mai 2015       | 8 avril 2015      |
| 8                 | 10 juin 2015      | 13 mai 2015       |
| 9                 | 8 juillet 2015    | 10 juin 2015      |
| 10                | 12 août 2015      | 8 juillet 2015    |
| 11                | 9 septembre 2015  | 12 août 2015      |
| 12                | 7 octobre 2015    | 9 septembre 2015  |
| 13                | 11 novembre 2015  | 7 octobre 2015    |

##### Saison 3
| Édition japonaise | Édition japonaise | Édition japonaise |
| Volume            | Édition standard  | Édition collector |
| ----------------- | ----------------- | ----------------- |
| 1                 | 27 juillet 2016   | 29 juin 2016      |
| 2                 | 31 août 2016      | 27 juillet 2016   |
| 3                 | 28 septembre 2016 | 31 août 2016      |

#### France
L’intégralité des deux premières saisons est disponible en coffret DVD et Blu-ray chez l’éditeur Kazé. Il est sorti le 13 juillet 2016.